# Empecamenta insulicola
Empecamenta insulicola är en skalbaggsart som beskrevs av Moser 1919. Empecamenta insulicola ingår i släktet Empecamenta och familjen Melolonthidae. Inga underarter finns listade i Catalogue of Life.